# Ridgway (Pennsilvània)
Ridgway és una població dels Estats Units a l'estat de Pennsilvània. Segons el cens del 2000 tenia 4.591 habitants.

## Demografia
Segons el cens del 2000, Ridgway tenia 4.591 habitants, 1.927 habitatges, i 1.233 famílies. La densitat de població era de 663,9 habitants/km².
Dels 1.927 habitatges en un 28,4% hi vivien nens de menys de 18 anys, en un 50,1% hi vivien parelles casades, en un 9,7% dones solteres, i en un 36% no eren unitats familiars. En el 31,7% dels habitatges hi vivien persones soles el 16,8% de les quals corresponia a persones de 65 anys o més que vivien soles. El nombre mitjà de persones vivint en cada habitatge era de 2,33 i el nombre mitjà de persones que vivien en cada família era de 2,94.
Per edats la població es repartia de la següent manera: un 22,9% tenia menys de 18 anys, un 8,2% entre 18 i 24, un 27,8% entre 25 i 44, un 22,8% de 45 a 60 i un 18,3% 65 anys o més.
L'edat mediana era de 40 anys. Per cada 100 dones de 18 o més anys hi havia 89,3 homes.
La renda mediana per habitatge era de 33.141 $ i la renda mediana per família de 45.224 $. Els homes tenien una renda mediana de 31.855 $ mentre que les dones 21.296 $. La renda per capita de la població era de 17.157 $. Entorn del 4,9% de les famílies i el 6,1% de la població estaven per davall del llindar de pobresa.

## Poblacions més properes
El següent diagrama mostra les poblacions més properes.